# Philonotis longiseta
Philonotis longiseta là một loài rêu trong họ Bartramiaceae. Loài này được Michx. E. Britton mô tả khoa học đầu tiên năm 1911.